# 綿谷尚子
綿谷 尚子（わたや なおこ）は、メディア・スタッフ所属のフリーアナウンサー、ラジオかなざわパーソナリティ。東京都出身。

## 略歴
- 1989年に北陸放送入社
- 北陸放送退社後は東京でフリーアナウンサーとして活動
- 石川県観光大使
- 北陸新幹線開業PR戦略企画検討会委員
- 石川県マスコットキャラクター作成委員

## 人物
趣味は旅行、ファッションからガーデニングまで読書など生活全般を楽しんでいる。資格は普通自動車を免許。

## 担当番組
MRO時代
- MROテレポート6（テレビ）
- 日本列島ここが真ん中（ラジオ）

フリー転向後
- サンデー経済スコープ（NHK総合テレビ）
- ヨコハマベイサイドコレクション（FM横浜）
- テレビ月刊誌 彩の国（テレビ埼玉）
- ほっと石川（MROテレビ）
- 加賀百万石の名残をとどめる東京 / MRO開局60周年記念（MROテレビ）[2]
- 今日も“シャキ”っと（MROラジオ）
- BBTスペシャル（富山テレビ）
- 電話なんでも相談室
- 日曜電リク
- 昼どきラジオ便（いずれもラジオかなざわ）ほか